# パヴェル・ブベリニコフ
パヴェル・アアロノヴィチ・ブベリニコフ（ロシア語: Па́вел Ааро́нович Бубе́льников、ラテン文字転写例: Pavel Aaronovich Bubel'nikov、1944年 - ）はロシアの指揮者である。
レニングラードに生まれる。レニングラード音楽院でイリヤ・ムーシンに学び、1968年から1993年までレニングラード国立歌劇場管弦楽団（旧マールイ劇場のオーケストラ）の指揮者をつとめる。1987年には舞台演出家のアレクサンドル・ペトロフとともにZazerkalye国立児童音楽劇場を創設し、その首席指揮者に就任して現在に至る。また2004年から2005年にかけてマリインスキー劇場の客演指揮者としてアメリカ、イギリス、カナダ、日本等で公演。2006年3月にはモスクワのガリーナ・ヴィシネフスカヤ・オペラ・センターでチャイコフスキーのオペラ「イオランタ」を指揮、サンクトペテルブルクのエルミタージュ劇場でも同じ公演を行う。ゲンナジー・バンシチコフのオペラ「メルポメネーの恋人」を初演したことで知られる。ロシア国民芸術家の称号を得ている。